# Circuito de Braga
A Pista de Velocidade Vasco Sameiro (também conhecida como Circuito de Braga) localiza-se em Portugal, 6 km a norte da cidade de Braga, na freguesia de Palmeira.

## A Pista
O circuito de Braga foi construído em 1990, tendo sido inaugurado em 1993. O traçado é corrido no sentido contrário aos ponteiros do relógio, tendo mantido constante a sua configuração desde a sua inauguração. A largura da pista varia entre os 11 e os 14 metros, possuindo 12 curvas, 8 delas para a esquerda e 5 para da direita e tem 6 retas, sendo a reta da meta a maior, com um comprimento de 898 metros.
O traçado rodeia uma pista de aterragem e decolagem e ainda possui um kartódromo  utilizado pelo campeonato mundial de karts em 2000 e 2005.
A pista de velocidade, que é propriedade de Clube Automóvel do Minho, recebe maioritariamente provas nacionais. Em 2009, recebeu a primeira prova internacional, a quinta edição da Taça Europeia de Carros de Turismo (ETCC).
A FIA atribuiu o nível 3 na última homologação feita ao circuito, no dia 11 de março de 2008.
O circuito encontra-se desde 2022 sem receber provas por ter perdido a homologação e não terem sido realizadas as obras necessárias.

## Vasco Sameiro
Vasco Santiago Ribeiro Pereira do Sameiro (Rossas, Vieira do Minho, a 3 de Março de 1906-Braga, 27 de Junho de 2001) foi um piloto português muito popular em Portugal e Brasil.
Em 1932 venceu, para além do Circuito de Vila Real, o II Circuito da Boavista, na categoria Sport. Em 1933 Vasco Sameiro, ao volante do seu Alfa Romeo 8C 2300 Monza conseguiu a vitória nas três mais importantes corridas nacionais: Campo Grande, Vila Real e Boavista. Conseguiu igualmente vencer a Rampa da Penha em Guimarães, para além de ter conseguido o 2º lugar no I Circuito de Montejuich e IV Grande Prémio de Penya Rhyn, uma prova internacional que contou com a presença de alguns dos mais notáveis pilotos dessa época, Tazio Nuvolari e Jean Pierre Wimille.
Em 1937 conseguiu o 4º lugar no Circuito da Gávea no Brasil, naquela que foi a sua 1ª corrida no Brasil.
Venceu 5 vezes o Circuito de Vila Real.
No V Grande Prémio de Portugal disputado a 26 de Junho de 1953 no Circuito da Boavista, Vasco Sameiro teve um acidente a alta velocidade que resultou no corte em dois do Ferrari 750 Monza. É hospitalizado com graves lesões que o obrigaram a uma longa convalescença e que lhe deixariam marcas para o resto da vida.

## Vencedores da ETCC
Para além de 2009, Braga abrigou a FIA ETCC em 2010, embora em conjunto com outros dois circuitos, um austríaco e outro italiano.
Eis os resultados:
| Ano  | Data          | Pole Position                   | Vencedor Corrida 1              | Vencedor Corrida 2              |
| ---- | ------------- | ------------------------------- | ------------------------------- | ------------------------------- |
| 2010 | 28 de Março   | James Thompson (Hartmanm Honda) | James Thompson (Hartmanm Honda) | César Campaniço (Novadriver)    |
| 2009 | 25 de Outubro | Norbert Michelisz (SEAT Sport)  | Norbert Michelisz (SEAT Sport)  | James Thompson (Hartmanm Honda) |

## Ligações Externas
- Clube Automóvel do Minho.